# روبرتا تايلور
روبرتا تايلور (بالإنجليزية: Roberta Taylor)‏ هي ممثلة بريطانية، ولدت في 26 فبراير 1948 في المملكة المتحدة.

## أعمال

### أفلام
- (2017) الأجنبي

## وصلات خارجية
- روبرتا تايلور على موقع IMDb (الإنجليزية)
- روبرتا تايلور على موقع ألو سيني (الفرنسية)
- روبرتا تايلور على موقع أول موفي (الإنجليزية)
- روبرتا تايلور على موقع قاعدة بيانات الأفلام السويدية (السويدية)
- روبرتا تايلور على موقع قاعدة بيانات الفيلم (الإنجليزية)
- روبرتا تايلور على موقع كينوبويسك (الروسية)